# سبب تو هستی
«سبب تو هستی» (به انگلیسی: You Are the Reason) تک‌آهنگی از هنرمند اهل بریتانیا کالوم اسکات و به تهیه‌کنندگی فریزر اسمیث در آلبوم «فقط انسان» است. این ترانه بیش از یک میلیارد بار استریم شده‌است. موزیک‌ویدئوی آن نیز که در کی‌یف، اوکراین ساخته شده‌است در یوتیوب بیش از ۴۰۰ میلیون بازدید داشته‌است.
اجرای دو صدایی از این ترانه همراه با لیونا لوئیس در ۹ فوریه ۲۰۱۸ منتشر شد.